# Mitrasacme laevis
Mitrasacme laevis är en tvåhjärtbladig växtart som beskrevs av George Bentham. Mitrasacme laevis ingår i släktet Mitrasacme och familjen Loganiaceae. Inga underarter finns listade i Catalogue of Life.